# Шинкотиг (Вирџинија)
Шинкотиг (енгл. Chincoteague) град је у америчкој савезној држави Вирџинија. По попису становништва из 2010. у њему је живело 2.941 становника.

## Демографија
Према попису становништва из 2010. у граду је живело 2.941 становника, што је 1.376 (31,9%) становника мање него 2000. године.
| Група             | 2000.         | 2010.         |
| Белци             | 4.171 (96,6%) | 2.764 (94,0%) |
| Афроамериканци    | 41 (0,9%)     | 23 (0,8%)     |
| Азијати           | 12 (0,3%)     | 17 (0,6%)     |
| Хиспаноамериканци | 23 (0,5%)     | 49 (1,7%)     |
| Укупно            | 4.317         | 2.941         |